# Norma Fuller
Norma Josefina Fuller Osores (Lima, 1948) es una antropóloga peruana por la Pontificia Universidad Católica del Perú (PUCP) y Ph.D en Antropología Cultural por la Universidad de Florida en Gainesville. Obtuvo el DEA en Etnología en la École des Hautes Études en Sciences Sociales de París, el grado de Psicología Clínica en la Pontificia Universidad Católica de Río de Janeiro, Brasil. Su labor de investigación se enfoca principalmente en la construcción de las identidades femenina y masculina en contextos urbanos, problemáticas de género en el medio rural y andino y turismo.  Actualmente coordina el grupo de investigación Subjetividades Cuerpos y Performances y se desempeña como profesora principal de la PUCP. Se retiró de la actividad académica y de la docencia a finales del 2024.  

## Biografía
Norma Fuller comenzó a estudiar en la PUCP en 1965. En una entrevista indicó que su familia le permitió estudiar esta carrera porque pensó que no la ejercería, sino que se dedicaría a las labores tradicionales femeninas, como la maternidad.

### Aportes académicos
A lo largo de su carrera académica, Fuller ha realizado un abanico de aportes que han sido cruciales para la trayectoria y avance de los estudios de género en el Perú. En 1980, junto con Narda Henríquez y Patricia Ruiz-Bravo fundaron el Diplomado en Estudios de Género de la PUCP, el cual fue el antecedente de la Maestría en Estudios de Género de la PUCP. Este acontecimiento es relevante ya que la problemática femenina era un tema aún marginal dentro de la antropología y de las ciencias sociales en general. Todavía no existían los estudios de género, sino que en algunos países existían centros que los llamaban “estudios de la mujer”. Incluso, aún se debatía sobre si este tipo de estudios se deberían llamar género o de la mujer, o si debían entrar a la academia. Previo al diplomado, Fuller había realizado una consultoría para la ONG Flora Tristán, la cual le encargó el diseño de una especialidad de Estudios de Género.  A raíz de esta consultoría, Fuller recolectó y sistematizó material sobre el planteamiento, formato y contenido que tendría este programa. Más adelante, junto con Narda Henríquez, Patricia Ruiz-Bravo y otras investigadoras, recibieron el financiamiento de la Fundación Ford para la realización del primer Diplomado de Estudios de Género del Perú. El Diplomado fue multidisciplinario, no se encasilló en las ciencias sociales, sino que convocó profesionales de la psicología, historia, filosofía, entre otras disciplinas.
Fue directora de la revista Anthropologica del Departamento de Ciencias Sociales de la PUCP (2003-2007), fundada en 1983. El objetivo de Anthropologica es la difusión de trabajos científicos en antropología andina y amazónica. La revista ha tocado temas clásicos como el parentesco, la religiosidad y el mito, hasta problemas más actuales como la migración, educación intercultural, ecología política, los medios de comunicación y género. Norma inició el proceso de indexación y digitalización de la revista. Actualmente se encuentra indexada a Redalyc, SciELO Perú, DOAJ, Latindex, ERIH PLUS, Dialnet, EBSCO, CLASE (Citas Latinoamericanas en Ciencias Sociales y Humanidades) Google, Journal TOCs, ExLibris Primo Central, WorldCat, La Referencia, ALICIA, MLA. Actualmente Fuller forma parte del Comité editorial de la revista desde el 2013. Ha sido investigadora del Centro de Investigaciones Sociales, Económicas, Políticas y Antropológicas (CISEPA) de la PUCP y de la Dirección General de Artesanía del Ministerio de Comercio Exterior y Turismo. Ha sido profesora de antropología de la PUCP por más de 40 años (desde 1981). Dictó el curso de Antropología y Turismo en Asimismo, ha dirigido el Taller de Estudios sobre Turismo del CISEPA, en el cual investigó cobre el impacto de esta actividad en poblaciones rurales.
Norma Fuller ha realizado cruciales aportes para la comprensión de los sistemas de género tanto en espacios urbanos como en comunidades indígenas, en el Perú y América Latina. Sus aportes han constituido un avance importante en la comprensión de los roles de género que conviven en el Perú y en el análisis de la situación de la mujer en diversos contextos particulares. En la compresión de los sistemas de género en general, sus hallazgos han permitido entender que las diferencias culturales, étnicas y de clase no son inmutables. En el medio urbano, Fuller criticó la clásica propuesta de que el sistema de género urbano se explicaba sobre la base de la Conquista. La autora argumentó que esta visión suponía reducir la historia a un proceso específico y que las sociedades no están congeladas en el tiempo. Asimismo, Fuller, a través de sus diversos estudios de campo, encontró que en este medio aún existe una fuerte división entre la esfera femenina y masculina. Estas guardan una relación de complementariedad y subordinación. Así, los roles de la mujer estarían más relacionados con la maternidad y su esfera de acción circunscrita preferentemente al hogar. En contraste, en los varones se valora más la autoridad y la responsabilidad y se impulsa su desenvolvimiento en el espacio público. No obstante, a través de diversos estudios, la autora ha confirmado que las transformaciones sociales, políticas, económicas y culturales de las últimas décadas tienen un profundo y progresivo impacto en la forma en que se concibe la feminidad y la masculinidad en contexto urbanos.
 

Los estudios de género en las poblaciones indígenas amazónicas son sumamente relevantes para el debate en torno al origen de la subordinación de las mujeres y, por ende, al funcionamiento de los sistemas de género. En este campo, Fuller ha realizado diversos estudios de caso en los que ha analizado de qué manera las relaciones de género han sido modificadas por el intercambio cultural con los colonos mestizos, el impacto de la economía de mercado, la penetración del Estado (a través del sistema escolar, servicio militar, sistema de autoridades nacionales, etc.) y de otras instituciones occidentales. Asimismo, su progresiva inserción en múltiples redes políticas a nivel local, regional, nacional y global ha estimulado la mayor inclusión de las mujeres a la esfera política y el cuestionamiento a los roles de género. Así, ha advertido que no se puede estudiar a estas poblaciones como culturas aisladas y completamente diferentes, sino que se debe entender las transformaciones que han surgido a partir de su articulación e interacción entre lo local y nacional.
estudiando el caso de los wampís awajún que habitan el río Santiago en la región Amazonas, encontré que desde la década de 1970 ellos se han venido integrando a la sociedad nacional a través del sistema escolar, el servicio militar, el sistema de autoridades nacional y ciertos circuitos comerciales que les dan acceso a bienes que ellos aprecian. Ello ha acarreado cambios sustanciales en su sistema de vida: mudaron su patrón de asentamiento disperso para vivir en aldeas que reúnen a grupos de unas cincuenta a cien familias alrededor de una escuela, enviaron a sus hijos e hijas a la escuela, introdujeron ciertos cultivos comerciales y adoptaron nuevas tecnologías. Ello ha impulsado transformaciones radicales en las prácticas sexuales y eróticas y, por tanto, en las relaciones de género.
- Norma Fuller

## Premios y reconocimientos
En 2018 recibió un reconocimiento por su labor en el estudio de hombres y masculinidades en la región de parte del Seminario “20 años de estudios de hombres y masculinidades en América Latina”, organizado por la Facultad Latinoamericana de Ciencias Sociales, la Fundación Crea Equidad, la Universidad Autónoma de Humanismo Cristianismo y la Universidad Metropolitana de Ciencias de la Educación. También ganó el Premio de Reconocimiento a la Investigación en los años 2009, 2010,  2011, 2015, 2017  en Perú.

## Obras
Fuller es pionera en los estudios antropológicos sobre la masculinidad. Ha sido editora de obras colectivas en torno a esta temática: Paternidades en América Latina (2000), Jerarquía en jaque (2004) y Difícil ser hombre. Nuevas masculinidades latinoamericanas (2018). Este último libro reúne artículos de investigadores de diversas disciplinas como antropólogos, psicólogos, sociólogos, educadores y psicólogos. El objetivo es entender las redefiniciones, resistencias y permanencias de la identidad masculina en varones latinoamericanos provenientes de lugares urbanos. El Lugar de la Memoria y Tolerancia ha resaltado la importancia de este libro:
Esta publicación que explora el devenir de las masculinidades en distintos niveles y ámbitos; reflexiona sobre temas de género a partir de casos concretos de nuestra región y se pregunta ¿A dónde van las masculinidades? En el Perú y Latinoamérica vivimos un proceso de cambios económicos, políticos y sociales que inciden en la estructura y las dinámicas de la familia, y afectan la manera en que se constituyen los roles, identidades y subjetividades de sus miembros. Por ello, es indispensable analizar sus repercusiones, sobre todo en la construcción de las masculinidades, su vínculo con la corporeidad y sus consecuencias en el modelo patriarcal.

Norma Fuller
Su libro Identidades masculinas: varones de clase media en el Perú (1997) fue una importante contribución a los estudios de género en la academia peruana. Este libro busca responder cómo los varones peruanos de clase media construyen o reproducen su identidad masculina. Este proceso se enmarca en una sociedad que atravesaba por una serie de cambios debido a la reconfiguración de los roles de género tradicionales, cambios de estatus femenino y a la democratización de los valores. También analiza la interseccionalidad entre discursos sobre masculinidad y clase, generación y nacionalidad. Respecto a la metodología, Fuller realizó entrevistas a cuarenta varones de clase media de dos generaciones. La primera generación, que oscila entre los 40 y 55 años, se socializó en el patrón tradicional y fue testigo del cuestionamiento a los roles de género cuando se encontraba en la adultez. La segunda, de 25 a 35 años, llegó a la adultez cuando los discursos igualitarios influían en los medios de comunicación y habían penetrado los círculos igualitarios. El libro Masculinidades. Cambios y permanencias: Varones de  Cuzco, Iquitos y Lima (2001) sigue esta línea de reflexión de larga data de la autora sobre las relaciones de género. La autora busca analizar la constitución de la masculinidad a través de largas entrevistas que le permitan comprender a profundidad la formación de la identidad masculina, poniendo énfasis en diferencias generacionales y de clase. La selección de estas ciudades respondió al objetivo de representar culturas y tradiciones andinas (Cusco), amazónicas (Iquitos) y costeñas (Lima). La autora encontró que, sobre todo los varones jóvenes, se encuentran interpelados e influenciados por los discursos de igualdad entre los géneros. En consecuencia, suelen ser más críticos respecto a modalidades y prácticas jerárquicas tradicionales. Así, los jóvenes entrevistados comenzaban a cuestionar el ejercicio de control sobre las mujeres. Sin embargo, Fuller sostiene que estas tendencias son mucho más marcadas en Lima que en Cuzco e Iquitos, donde las relaciones de género son bastante más jerárquicas. También encontró diferencias de clase importantes. Por un lado, los grupos hegemónicos se apropiaban de la fuerza mental; mientras que los grupos subordinados ponían énfasis en la fuerza muscular y el vigor. El impacto del ajuste neoliberal y la flexibilización de la fuerza del trabajo también ha impulsado transformaciones decisivas, aunque diferenciadas. Para los varones de clase media, la inserción de la mujer en el campo laboral había causado una redefinición de la feminidad y una degenerificación de la representación del espacio laboral. En los sectores populares fue distinto, ya que las mujeres ya participaban en la subsistencia del hogar debido a las dificultades económicas. En ese sentido, la autora observó un cambio en la noción de hombre proveedor hacia una mayor valoración de un trabajo en conjunto con la pareja. Respecto a las diferencias entre ciudades, las 3 comparten una definición general de masculinidad. Sin embargo, Fuller encontró matices:
De una manera simplista se podría decir que el varón cuzqueño es el que más se acerca al modelo del patriarca  fuerte y viril pero controlado por su necesidad de trascender su condición animal y de cumplir con sus deberes domésticos y públicos. Su versión negativa sería el esposo y padre dominante y autoritario. 
[…] Podríamos decir que el estilo de masculinidad que predomina en Iquitos se acerca más al de la afirmación viril, que valoriza el desempeño sexual, la capacidad de competir con los pares y de conquistar mujeres. Estaría pues, más cercano al modelo del guerrero, en su versión positiva y del macho en su versión negativa.
[...] Otra vez simplificando podríamos decir que el limeño se acerca al prototipo proteico que mezcla diferentes versiones en una combinación que depende mucho de la aceptación del otro y del contexto en que actúan. Así, por ejemplo, pueden ser profundamente autoritarios en sus hogares y democráticos en el trabajo o viceversa. El limeño es más flexible pero más oportunista e impreciso. No puede decirse, sin embargo, que se trate de un estilo masculino que esté en tránsito hacia una identidad de género más igualitaria. Por el contrario, sus representaciones de masculinidad continúan fundadas en el presupuesto del predominio de los varones. No obstante, los limeños son agudamente conscientes del cuestionamiento al que está sometida la masculinidad hegemónica e intentan, por lo menos en el discurso, mostrar una actitud abierta. 

- Norma Fuller 
Uno de sus libros más importantes es Dilemas de la femineidad (1993), en el cual aborda la compleja y contradictoria constitución de la identidad en las mujeres de la clase media peruana. Esta complejidad se debe a que la población femenina define su identidad en medio de una sociedad que atraviesa profundas transformaciones económicas, demográficas, políticas, sociales y culturales. La igualdad jurídica, la entrada en el mercado de trabajo, el acceso a niveles de educación superiores, el descenso de la fertilidad (por la normalización del uso de método anticonceptivos) son algunos ejemplos de estas transformaciones. Como consecuencia, Fuller encuentra y analiza heterogéneos, e incluso contradictorios, discursos de femineidad en el Perú urbano. Estos oscilan entre la visión tradicional de la mujer maternal y la visión moderna. El modelo tradicional es transmitido a través de la familia e instituciones tradicionales como las iglesias. Está influenciado por una concepción marianista de la mujer en la cual se resaltan atributos como la sumisión, abnegación, resignación y la responsabilidad del cuidado físico, moral y psíquico de los hijos. El modelo moderno, en cambio, retrata una mujer económicamente independiente, con libertad sexual y, sobre todo, autónoma.

Fuller encuentra que estos discursos se legitiman sobre la base de saberes que circulan en la sociedad. Los saberes tradicionales y el religioso dan sustento al modelo tradicional mariano que ensalzan la maternidad, la abnegación y el matrimonio como ejes centrales en la vida de las mujeres. Por otro lado, el saber científico, específicamente la psicología y la sociología, sustenta la visión de la mujer moderna, su individualización y capacidad y derecho de desarrollar un proyecto propio en el ámbito público: política, vida profesional, ciencia, arte, entre otros. En consecuencia, la autora concluye que la identidad de las mujeres de clase media está lejos de una definición precisa respecto a los modelos de identificación según Bringas:
La conclusión más importante de este análisis es la convivencia de discursos y de modelos de mujer, todos ellos articulados en un eje central: la situación de la mujer ha cambiado y las dimensiones trabajo y política son los principales líneas de esta transformación.

- Norma Fuller
En 2008 publicó el libro Turismo y cultural. Entre el entusiasmo y el recelo, el cual se enmarca en el ámbito de la antropología y la gestión cultural. Este libro busca el análisis y comprensión del turismo como un fenómeno cultural que influye en la transformación del medio social y cultural de las personas. El turismo no solo conecta economías locales con regionales, sino también a personas que provienen de culturas diversas y, por ende, con cosmovisiones distintas.  Asimismo, este texto constituye una importante fuente de información y análisis para gestores culturales que busquen promover la mejora de las condiciones de vida de las poblaciones campesinas y nativas. Así, Fuller analiza y explica los riesgos a examinar antes de diseñar políticas públicas y planes de desarrollo turístico. Si bien el turismo puede ser una fuente de recursos para países tercermundista, también puede perjudicar social, cultural y ecológicamente a las personas. Así, los lineamientos que regulen esta actividad deben ser respetuosos de la identidad cultural y económicamente sostenibles. De este modo, la autora concluye lo siguiente: 
El tipo de turismo que caracteriza al Perú como receptor de turistas extranjeros es el cultural. Sin embargo, la tendencia a la diversificación de esta actividad lleva a que aparezcan modalidades cada vez más diversas tales como los turismos de la naturaleza, étnico, gastronómico y rural. En consonancia, se observa que las políticas públicas de promoción del turismo se concentraron, hasta la década de los noventa, en la promoción del Perú como destino histórico cultural, mientras que a partir de dicha década empiezan a promocionarse otras variedades de turismo, como las mencionadas. Al respecto, resulta ilustrativo analizar la manera en que el Estado nacional define la posición de ciertas minorías étnicas o poblaciones campesinas que mantienen estilos de vida tradicionales, para adecuarlas a las demandas del turismo internacional. En el Perú, por ejemplo, las poblaciones campesinas de la región andina y sus manifestaciones artísticas y culturales tienden a ser asimiladas al folklore, al pasado remoto o a las raíces de la cultura peruana, mientras que los grupos étnicos que habitan la Amazonía han empezado a ser vendidos en paquetes de turismo étnico o ecológico como “otros primitivos”. Estas políticas expresan de manera gráfica las profundas fisuras de la sociedad peruana.

- Norma Fuller

Entre los años 2011 y 2012 realizó el proyecto "Sexualidad y relaciones de Género en las culturas Wampis y Awajun", el cual fue financiado por la PUCP y UNICEF. Este estudio tuvo como objetivo analizar, a través de un trabajo de campo, las representaciones de género y sexualidad entre poblaciones Wampis y Awajún del Río Santiago. El propósito fue adecuar y adaptar los lineamientos educativos para la educación sexual integral que recibirían ambas comunidades. El nuevo planteamiento que se la autora ofreció tuvo en cuenta la demanda de estas comunidades por conservar y practicar sus costumbres y conocimientos tradicionales, pero adoptando selectivamente las ventajas del progreso y de la cultura occidental. Entre los hallazgos más relevantes de la autora se encuentra que las nuevas generaciones wampis y awajún son más abiertas a métodos modernos de control de natalidad. Ello ocurre por la educación impartida a través del sistema educativo y charlas informativas que el personal de salud. Asimismo, encontró roles y representaciones interesantes de los maestros y del personal de salud:
[los miembros del personal de salud]  podrían ser un puente entre los adolescentes wampís-awajún y el sistema de salud. Los profesores cumplen un papel de consejo y guía pero, llegado el momento, también representan vigilancia y tienen la posibilidad y el deber de castigarlos. El personal de salud, en cambio, personifica la autoridad de la ciencia occidental pero no tiene una relación cotidiana con los jóvenes ni capacidad para sancionarlos. Por lo tanto su posición es bastante neutra, los jóvenes pueden acercarse a ellos sin temor y con una cierta confianza en que sus consejos los ayudaran.

- Norma Fuller
En 2022 realizó un estudio de caso por encargo de la UNESCO: "Leave no child behing: boys' disengagement fron education; Peru case study". Este estudio examina la situación de la educación de los niños en Perú en términos de su participación y finalización de sus estudios con el objetivo de identificar los factores que facilitan o dificultan su trayectoria educativa. Así, la autora examinó su situación actual con énfasis en el contexto nacional y y subnacional y en la desventajas surgidas por la interseccionalidad que caracteriza a ciertos sectores. El estudio concluye que el principal factor que contribuye a la marginación escolar es la pobreza. Los niños de comunidades rurales e indígenas son los que corren mayores riesgos. Otros factores relevantes que encontró Fuller fueron la violencia en la escuela como acoso escolar, estereotipos de género, nociones de masculinidad y obligaciones familiares. Así, al finalizar el estudio, se documentan innovadoras políticas públicas y estrategias que puedan tener un impacto positivo contextos particulares y se evalúa las implicaciones que podrían tener en otros entornos.